# Juan de Contreras y López de Ayala
Juan de Contreras y López d'Ayala (Segòvia, 30 de juny de 1893 - Segòvia, 23 d'abril de 1978), més conegut com el marquès de Lozoya per ser el novè titular d'aquest títol nobiliari, va ser un historiador, crític d'art, periodista, escriptor, poeta, novel·lista, polític, funcionari i literat espanyol.

## Biografia
Va néixer a la ciutat de Segòvia el 30 de juny de 1893 en una família nobiliària, fill de Luis de Contreras i de Ramona López de Ayala i del Hierro, VIII marquesos de Lozoya. En la seva adolescència va estudiar el batxillerat a l'Institut de Segòvia. Després, va estudiar Dret en la Universitat de Salamanca, i Filosofia i Lletres en la Universitat de Madrid. Va ser catedràtic d'Història d'Espanya i d'Història de l'Art a les universitats de València, Madrid i Navarra.
El 1920 va obtenir el Premi Fastenrath de la Reial Acadèmia Espanyola (RAE). En les eleccions generals espanyoles de 1933 i 1936 va ser elegit diputat per Segòvia en les llistes de la CEDA. Des de 1939 a 1951 va ocupar el càrrec de director general de Belles Arts. Més tard el 1952 va ser nomenat director de l'Acadèmia Espanyola de Belles Arts de Roma. El 1964 va ser nomenat director de l'Instituto de España i més tard, de 1972 a 1978, director de la Reial Acadèmia de Belles Arts de Sant Ferran. Va ser vicepresident de la Hispanic Society of America i va pertànyer al claustre de diverses acadèmies estrangeres. Presidí el Centre Segovià des del 26 de febrer de 1959 i l'Associació d'Escriptors i Artistes Espanyols des de 1964, ambdues fins a la seva mort.
Va heretar el títol de marquès de Lozoya per mort del seu germà Juan, i va contreure matrimoni el 1931 amb la seva cosina germana Constanza López de Ayala i Morenes, filla dels comtes de Cedillo, de l'enllaç dels quals van néixer dues filles. El 1976 el rei Joan Carles I d'Espanya li va concedir la Grandesa d'Espanya amb caràcter personal.
Va morir a Segòvia el 23 d'abril de 1978.
Hi ha un carrer de Madrid que porta el seu nom. Està situada al barri d'Estrella, en el districte de Retiro, a l'est del centre de la capital.
També hi ha un institut en la vila de Cuéllar que porta el seu nom. Està situat als afores del poble, cap a la carretera de Valladolid.

## Obra
Va publicar més de 400 treballs sobre la història de l'art espanyol, i la seva Història de l'art hispànic va suposar una fita en la bibliografia artística. Dins de les seves obres es troben:
- Sonetos espirituales (1918).
- El monasterio de San Antonio el Real de Segovia (1918).
- Vida del segoviano Rodrigo de Contreras, gobernador de Nicaragua, Toledo (1921).
- El regidor, Novela de tierras de Segovia, Madrid (1927).
- Historia de las corporaciones menestrales en Segovia, Segovia (1930).
- El concepto romántico de la Historia (1930).
- Historia del arte hispánico (cinco tomos), Barcelona (1931-1934).
- El arte gótico en España: Arquitectura, escultura y pintura (1935).
- Los orígenes del Imperio (La España de Fernando e Isabel), Madrid (1939).
- LA MARAVILLOSA HISTORIA DE CARLOS, BASTARDO FALCONI, Segovia (1951).
- Muebles de estilo español (1962).
- Historia de España (6 vols), Barcelona (1967).
- Enrique Segura y su tiempo, Madrid (1974).
- Santiago Padrós, vida y obra, Madrid (1972).